# Championnat du monde B de rink hockey masculin 2010
Navigation
Championnat du monde B 2008 Championnat du monde B 2012
Le championnat du monde B de rink hockey masculin 2010 se déroule à Dornbirn, en Autriche.
Les trois équipes qui se sont classées aux 3 premières places du classement final disputent le Championnat du monde A de rink hockey 2011, en Argentine.

## Résultats
| Place | Pays             |
| 1er   | États-Unis       |
| 2d    | Afrique du Sud   |
| 3e    | Pays-Bas         |
| 4e    | Autriche         |
| 5e    | Macao            |
| 6e    | Uruguay          |
| 7e    | Égypte           |
| 8e    | Australie        |
| 9e    | Nouvelle-Zélande |
| 10e   | Israël           |
| 11e   | Japon            |
| 12e   | Inde             |